# USS Ranger (CV-4)
La USS Ranger (CV-4) era una portaerei, unica della sua classe, in forza alla United States Navy, la marina militare degli Stati Uniti d'America e la nona unità navale a portare quel nome.
Caratterizzata dal ponte di volo rialzato, dall'isola separata e dai sei fumaioli abbattibili è stata la prima portaerei progettata dalla chiglia destinata alla US Navy.
Delle otto portaerei in dotazione alla marina statunitense, dalla CV-1 alla CV-8, la USS Ranger, assieme all'USS Enterprise ed alla USS Saratoga, riuscì a sopravvivere all'intera seconda guerra mondiale. Diversamente da queste, tuttavia, fu inizialmente ritenuto che avesse una velocità massima non adeguata ad operare nella task force della Pacific Fleet, di conseguenza la maggior parte del periodo bellico la vide operare nell'Oceano Atlantico.

## Costruzione
La Ranger venne impostata il 26 settembre 1931 dalla Newport News Shipbuilding & Drydock Co., Newport News, in Virginia, e varata il 25 febbraio 1933, con madrina dell'evento Lou Henry Hoover moglie di Herbert Hoover, l'allora Presidente degli Stati Uniti d'America, ed entrata in servizio al Norfolk Navy Yard il 4 giugno 1934, al comando del capitano Arthur L. Bristol.

## Servizio operativo

### Periodo interbellico

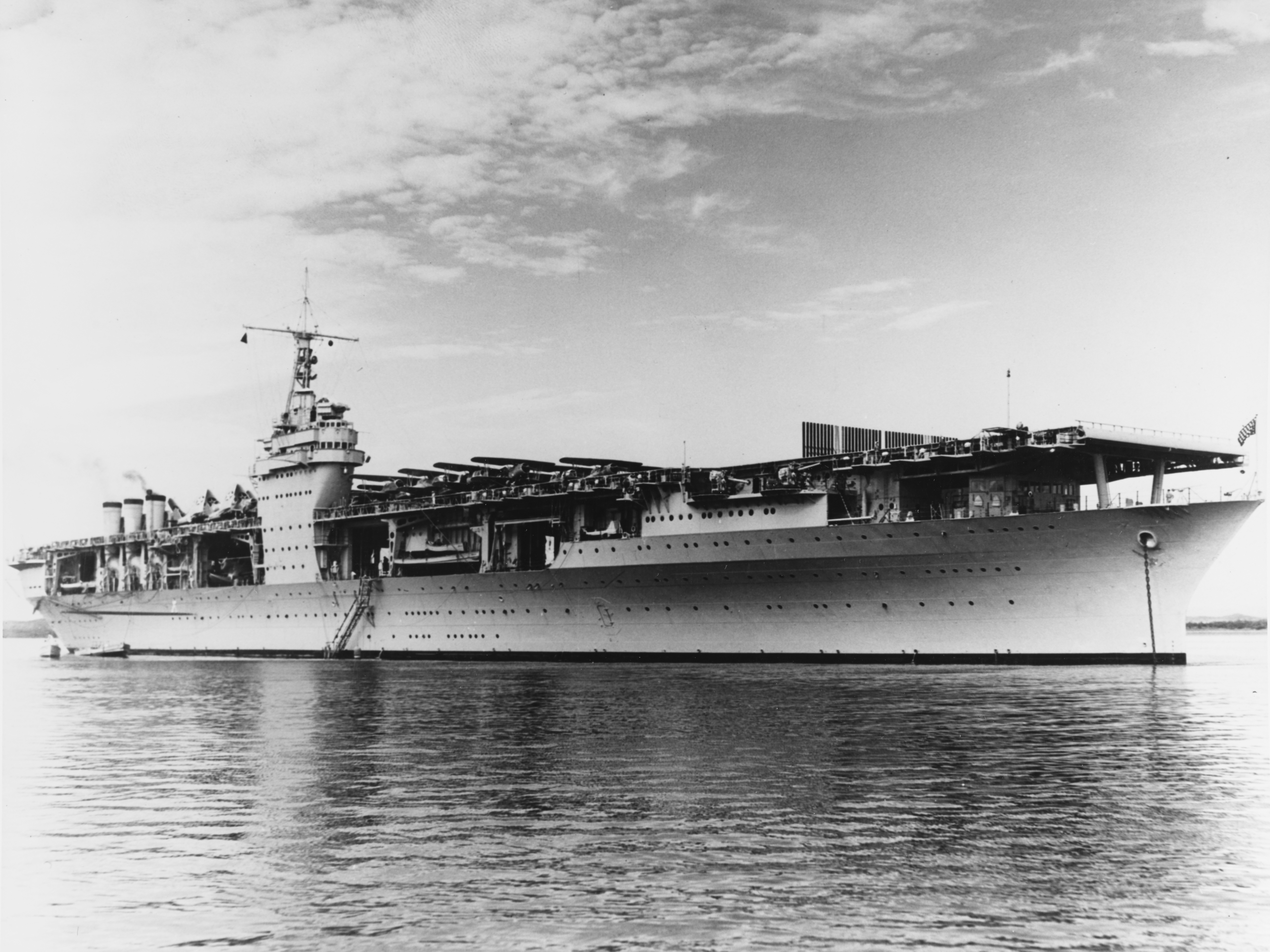
La Ranger con un gruppo aereo composto da biplani ancorata nella baia di Guantanamo, Cuba, il 10 novembre 1939.

La Ranger iniziò a condurre le proprie operazioni aeronavali al largo dei Capi Virginia il 21 giugno 1934 lasciando Norfolk il 17 agosto successivo per una missione di addestramento con destinazione Rio de Janeiro, poi Buenos Aires ed infine Montevideo. La portaerei fece quindi ritorno a Norfolk il 4 ottobre per le esercitazioni conclusive di nuovo al largo dei Capi Virginia e due soste in bacino di carenaggio per le riparazioni di fine addestramento fino al 1º aprile 1935, data in cui iniziò la prima missione operativa nell'Oceano Pacifico. Transitato il Canale di Panama il 7 aprile, La Ranger raggiunse San Diego il 15 aprile successivo.
Per i primi quattro anni partecipò alle operazioni navali con tappa finale le isole Hawaii, ai primi test destinati ad una portaerei in condizioni invernali in Alaska, e nelle operazioni in prossimità della costa occidentale delle Americhe che la condussero a sud fino a Callao, Perù, ed all'estremità settentrionale fino a Seattle, nello stato di Washington. Il 4 gennaio 1939 la Ranger lasciò San Diego per le esercitazioni invernali della flotta nella zona caraibica basata alla baia di Guantánamo, Cuba facendo in seguito rotta verso nord arrivando a Norfolk il successivo 20 aprile.
La Ranger quindi iniziò una missione in prossimità della costa orientale che la portò nuovamente da Norfolk al Mar dei Caraibi. Nell'autunno del 1939, iniziò un'operazione di controllo delle acque internazionali, il Neutrality Patrol (pattugliamento internazionale), nel tratto di mare che andava da Bermuda lungo le rotte commerciali dell'Oceano Atlantico centrale e la costa orientale fino alla Naval Station Argentia, Terranova.

### Seconda guerra mondiale

#### 1941-42
Nel dicembre 1941, mentre la Ranger era di ritorno a Norfolk dalla missione di pattugliamento che si estendeva fino a Port of Spain, Trinidad e Tobago, le forze giapponesi iniziarono l'attacco di Pearl Harbor. Arrivata a Norfolk l'8 dicembre, ripartì in missione di pattugliamento nell'Atlantico Meridionale il 21 di quello stesso mese. Al termine della missione il 21 marzo 1942 era nuovamente al Norfolk Navy Yard per effettuare manutenzione e riparazioni. In quell'occasione la Ranger fu una delle quattordici unità navali a ricevere i primi radar RCA CXAM-1.
La Ranger ricoprì il ruolo di Nave ammiraglia del Rear Admiral A. B. Cook, Commander, Carriers, Atlantic Fleet (il comando portaerei della Flotta Atlantica) dal 6 aprile 1942 fino al suo avvicendamento con il Rear Admiral Ernest D. McWhorter che decise di affidare il ruolo di ammiraglia ad un'altra unità.
Dopo essere arrivata alla Naval Air Station Quonset Point, Rhode Island, la Ranger caricò 68 caccia Curtiss P-40 Warhawk ed il personale del 33rd Pursuit Squadron United States Army Air Force, e prese il mare il 22 aprile trasportando l'unità aerea della US Army e sbarcandola ad Accra, nell'allora colonia britannica della Costa d'Oro, il 10 maggio. Fece quindi ritorno a Quonset Point il 28 maggio e, dopo un'operazione di pattugliamento fino ad Argentia, si diresse verso Newport dove arrivò il 1º luglio per effettuare un altro carico di 72 caccia P-40 Warhawk USAAF con destinazione Accra. Entrambi gli Squadron di P-40 Warhawk erano destinati a rilevare nelle operazioni dalla Cina il 1st American Volunteer Group "Flying Tigers" (le Tigri Volanti). Dopo aver toccato Trinidad a seguito di una richiesta, la Ranger tornò a Norfolk per partecipare ad un'operazione locale di battaglia simulata fino al 1º ottobre, basandosi per l'addestramento a Bermuda e dove si riunì con quattro nuove portaerei di scorta Classe Sangamon, unità appena convertite da petroliere per incrementare la presenza aeronavale statunitense nell'area dell'Oceano Atlantico.

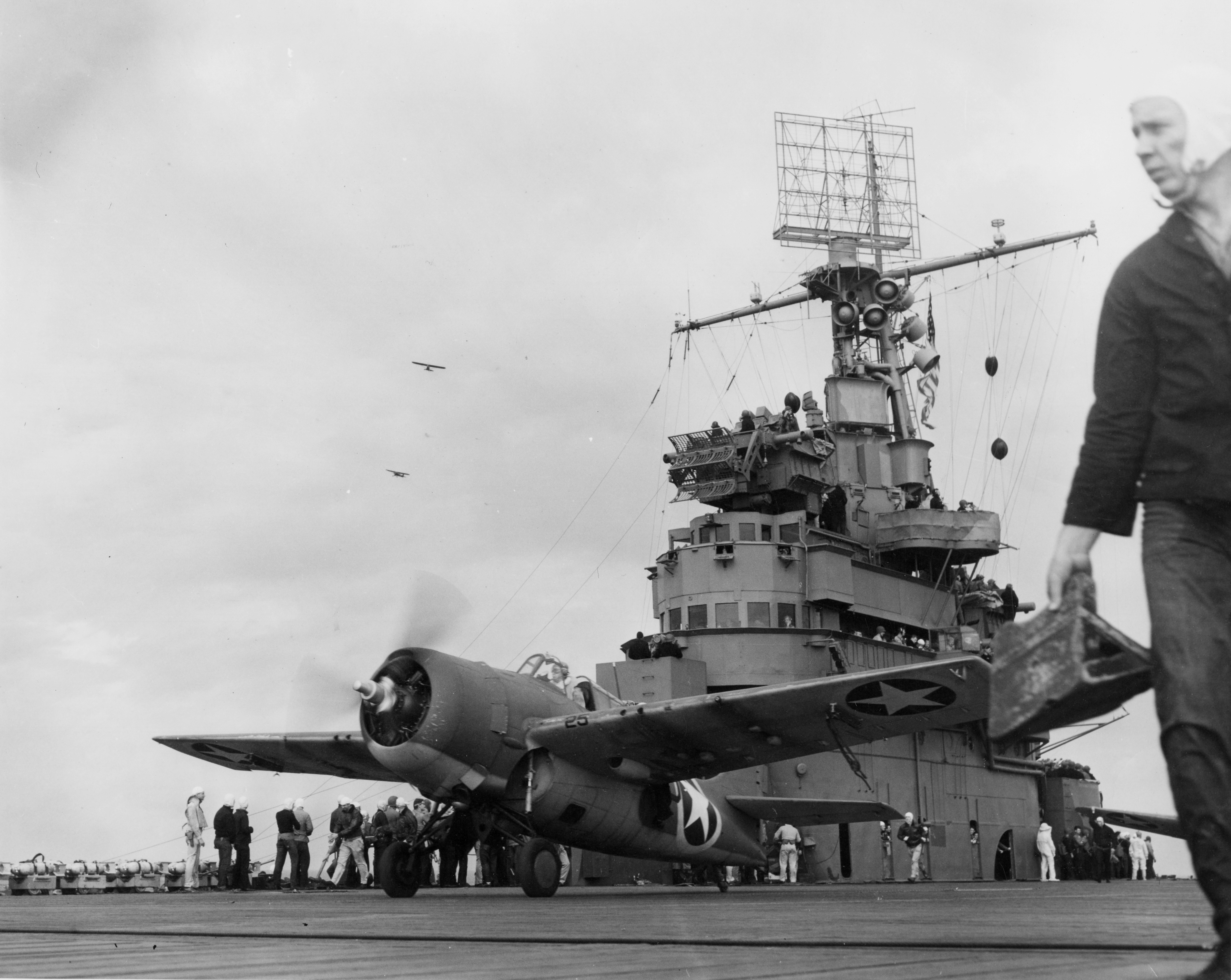
Un caccia Grumman F4F Wildcat in fase di decollo dal ponte di volo della USS Ranger nell'abito dell'Operazione Torch (foto del novembre 1942).

In qualità della più grande portaerei in forza all'Atlantic Fleet, la Ranger comandò la task force che comprendeva oltre a se stessa anche le quattro CVE statunitensi. Le unità ebbero il compito di provvedere alla superiorità aerea dell'area durante l'invasione anfibia del protettorato francese del Marocco, allora sotto l'influenza del Governo di Vichy, e della risultante Battaglia navale di Casablanca iniziata l'8 novembre.
In quella data, alle 06:15, la Ranger, ancorata a 26 nm (circa 42 km) a Nord-Ovest di Casablanca, iniziò a far decollare i suoi velivoli per appoggiare lo sbarco da tre differenti punti della costa atlantica del Nordafrica, l'inizio dell'Operazione Torch. Nove dei suoi caccia Grumman F4F Wildcat attaccarono gli aeroporti di Rabat e Salé, quartier generali dell'Armée de l'air de l'armistice di stanza in Marocco. Senza subire alcuna perdita riuscirono in quell'occasione a distruggere sette velivoli in un aerodromo e quattordici bombardieri nell'altro, ed in una seconda incursione altri sette velivoli in sosta presso l'aeroporto di Kenitra. Alcuni dei velivoli della Ranger riuscirono inoltre a mitragliare quattro cacciatorpediniere della marina francese nei pressi di Casablanca ed a colpire, anche con bombardamenti, le batterie costiere.
La portaerei lanciò 496 sortite di combattimento nei tre giorni di operazioni. I suoi aerei d'attacco totalizzarono due colpi diretti di bombe sul conduttore di flottiglia francese, il cacciatorpediniere Albatros, devastandone completamente la parte anteriore e causando 300 vittime. Essi attaccarono anche l'incrociatore francese Primauguet mentre usciva dal porti di Casablanca, sganciando cariche di profondità a distanza letale su due sottomarini. Inoltre misero fuori uso le difese costiere e le batterie antiaeree, distrussero più di 70 aerei nemici al suolo e ne abbatterono 15 in combattimenti aerei. Comunque 16 velivoli della Ranger vennero persi o danneggiati irreparabilmente. Si stima anche che 21 carri leggeri avversari vennero danneggiati e circa 86 veicoli militari distrutti, molti dei quali camion trasporto truppe.
Casablanca capitolò alle forze statunitensi l'11 novembre. La Ranger partì dalle coste marocchine il 12 novembre, tornando ad Hampton Roads il 24 novembre e a Norfolk il 14 dicembre 1942.

#### 1943

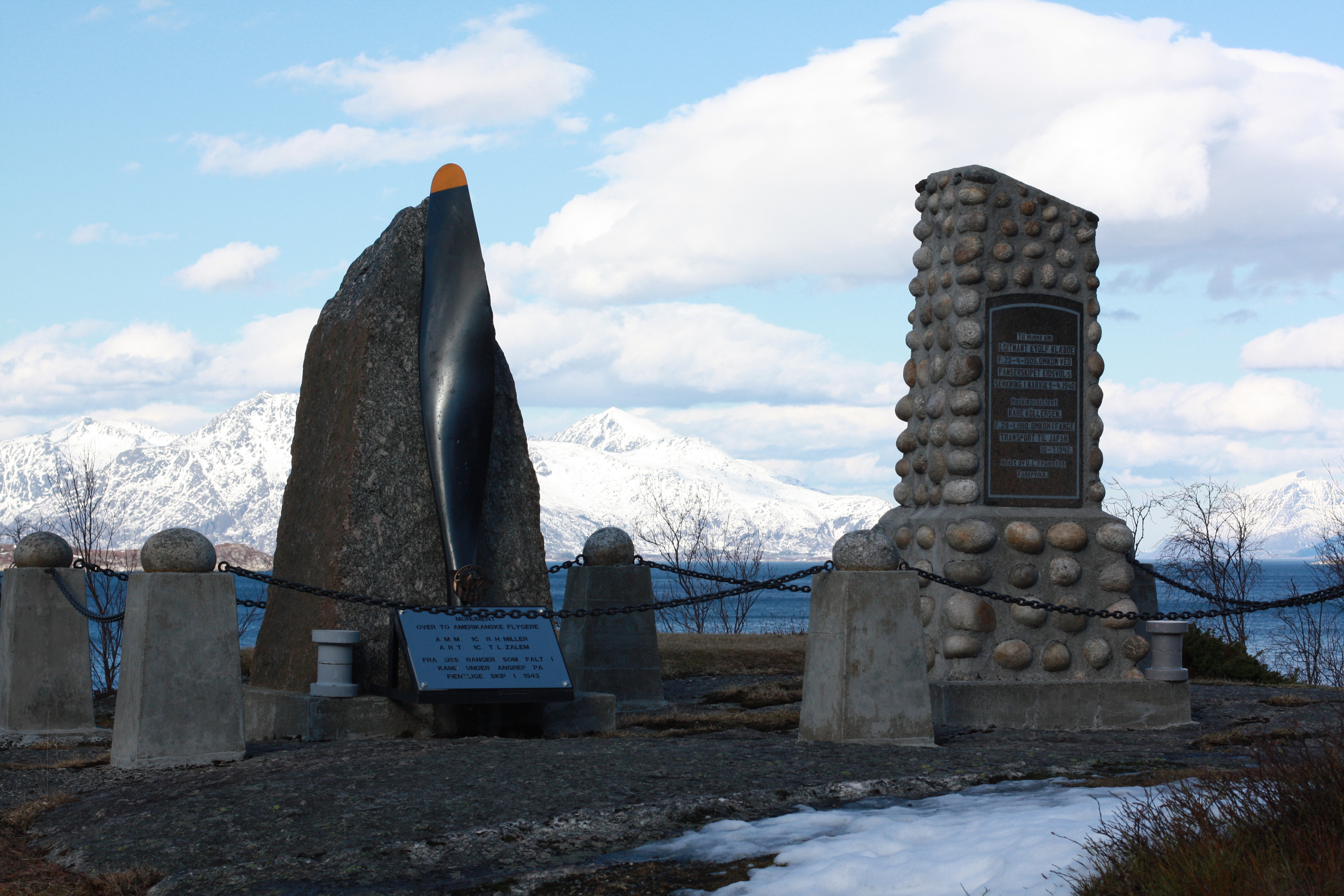
Monumento commemorativo in memoria dei piloti della USS Ranger caduti in combattimento nel 1943 eretto a Fagervika, villaggio nel comune norvegese di Leirfjord.

Al termine del periodo di addestramento nella Baia di Chesapeake, sulla Ranger venne effettuato un raddobbo presso il Norfolk Navy Yard che si protrasse dal 16 dicembre 1942 al 7 febbraio 1943. Al termine iniziò una missione per trasportare 75 caccia P-40L USAAF in Nordafrica, arrivando a Casablanca il successivo 23 febbraio quindi iniziò una missione di pattugliamento e di addestramento dei propri piloti durante il viaggio verso la costa del New England fino all'estremità settentrionale raggiungendo Halifax, in Nuova Scozia. In data 11 agosto del 1943 salpò da Halifax per unirsi alla Home Fleet a Scapa Flow, in Scozia, il 19 agosto, nella quale eseguì una missione di pattugliamento controllando i possibili avvicinamenti di unità nemiche alla Isole britanniche.
Il 2 ottobre la Ranger assieme alla Home Fleet lasciò Scapa Flow in direzione delle acque territoriali norvegesi e con destinazione del porto di Bodø, nella Norvegia settentrionale, allo scopo di pianificare un attacco alla flotta della tedesca Kriegsmarine che operava nella zona (Operazione Leader). La task force raggiunse la posizione di lancio al largo di Vestfjord prima dell'alba del 4 ottobre senza essere scoperta. Alle 06:18 dalla Ranger decollarono 20 bombardieri Douglas SBD Dauntless protetti da una scorta di otto caccia F4F Wildcat. Una division di SBD Dauntless attaccò la nave cargo LaPlata da 8 000 LT (8 100 t) mentre il resto continuò a dirigersi verso nord per attaccare un convoglio tedesco con il risultato di danneggiare gravemente una nave cisterna da 10.000 LT (10 125 t) ed un più piccolo trasporto truppe, riuscendo inoltre ad affondare due delle quattro piccole navi mercantili tedesche presenti nella rada di Bodø.

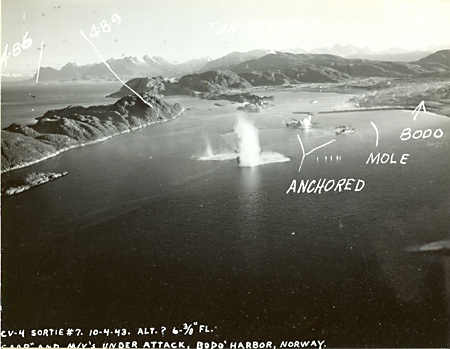
Foto scattata da un velivolo del gruppo aereo della Ranger durante l'attacco a Bodø con l'identificazione dei bersagli.

Un secondo gruppo di attacco proveniente dalla Ranger, consistente in 10 aerosiluranti Grumman TBF Avenger e sei caccia F4F Wildcat a loro scorta, riuscì a distruggere un cargo tedesco ed una piccola nave guardiacoste ed a bombardare un trasporto truppe. Nell'operazione vennero persi tre velivoli colpiti dalla contraerea nemica. Nel pomeriggio del 4 ottobre la Ranger fu individuata da una pattuglia di tre velivoli della Luftwaffe tuttavia la sua combat air patrol riuscì ad abbattere due aerei nemici ed allontanarne il terzo.
La Ranger fece quindi ritorno a Scapa Flow il 6 ottobre, intraprendendo successivamente una nuova missione di pattugliamento con il britannico 2nd Battle Squadron nel tratto di mare che si estendeva fino a Nord-Ovest dell'Islanda, per poi ripartire da Hvalfjord il 26 novembre per raggiungere Boston il 3 dicembre.

#### 1944–45

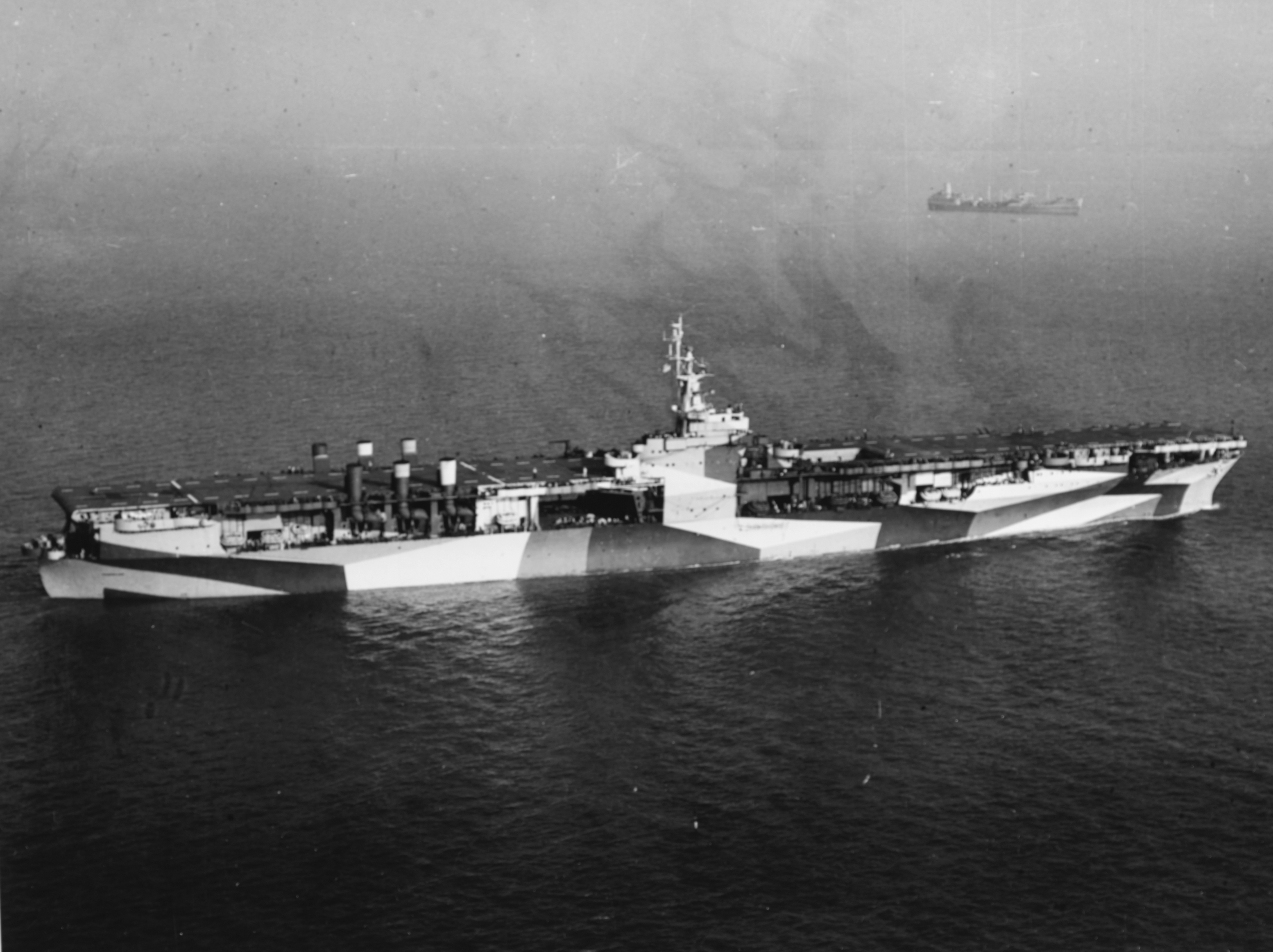
La Ranger in livrea mimetica al largo della Naval Air Station di Hampton Roads, Virginia (USA), il 6 luglio 1944; la nave sfoggiava uno schema mimetico 33 design 1A a 4 colori.

Il 3 gennaio 1944 la Ranger venne assegnata al ruolo di addestramento al largo di Quonset Point, Rhode Island, compito sospeso il successivo 20 aprile per raggiungere Staten Island, New York, per caricare 76 caccia Lockheed P-38 Lightning e personale della US Army, US Navy e della francese Marine nationale intraprendendo una nuova missione di trasporto con destinazione Casablanca, partendo il 24 aprile ed arrivando il successivo 5 maggio. I nuovi caccia bimotore erano destinati a sostituire nei reparti di volo USAAF i velivoli danneggiati messi a terra in attesa di essere rimpatriati per le necessarie riparazioni, questi ultimi imbarcati con il personale militare di ritorno a New York.
Prima della partenza per gli Stati Uniti il Chief of Naval Operations ammiraglio Ernest King pianificò un aggiornamento alla portaerei, allungandone il ponte di volo e sostituendole i motori. La Ranger era stata progettata nei tardi anni venti e di conseguenza era più piccola, più lenta, con una corazzatura più leggera, trasportava meno velivoli ed un carico di munizionamento inferiore rispetto all'intera flotta di portaerei in dotazione alla US Navy. L'ammiraglio King caldeggiò l'avvio dei lavori di trasformazione, ma i suoi ufficiali di stato maggiore sottolinearono che le risorse necessarie avrebbero avuto un negativo impatto sulla costruzione e riparazione di portaerei più recenti, più grandi e più efficaci. Sulla base di queste considerazioni il progetto fu quindi annullato.
Prima di raggiungere il porto di New York il 16 maggio, la Ranger entrò al Norfolk Navy Yard per ricevere comunque degli aggiornamenti atti a rinforzare il ponte di volo, ad installare nuove catapulte e ad aggiornare le apparecchiature radar agli ultimi standard. Questo permise di acquisire la capacità per sostenere l'addestramento all'intercettazione aerea notturna. In data 11 luglio la Ranger lasciò Norfolk per dirigersi verso il Panama transitando per l'omonimo canale cinque giorni più tardi ed imbarcando personale US Army per diverse migliaia a Balboa, diretti a San Diego, in California, dove arrivarono il 25 luglio. Dopo aver imbarcato personale e velivoli del Night Fighting Squadron 102 e quasi 1 000 Marines, la Ranger ripartì in direzione delle acque Hawaiane il 28 luglio raggiungendo Pearl Harbor il 3 agosto. Durante i successivi tre mesi la Ranger condusse operazioni di addestramento all'intercettazione aerea notturna al largo di Pearl Harbor.

### Ultime operazioni e radiazione

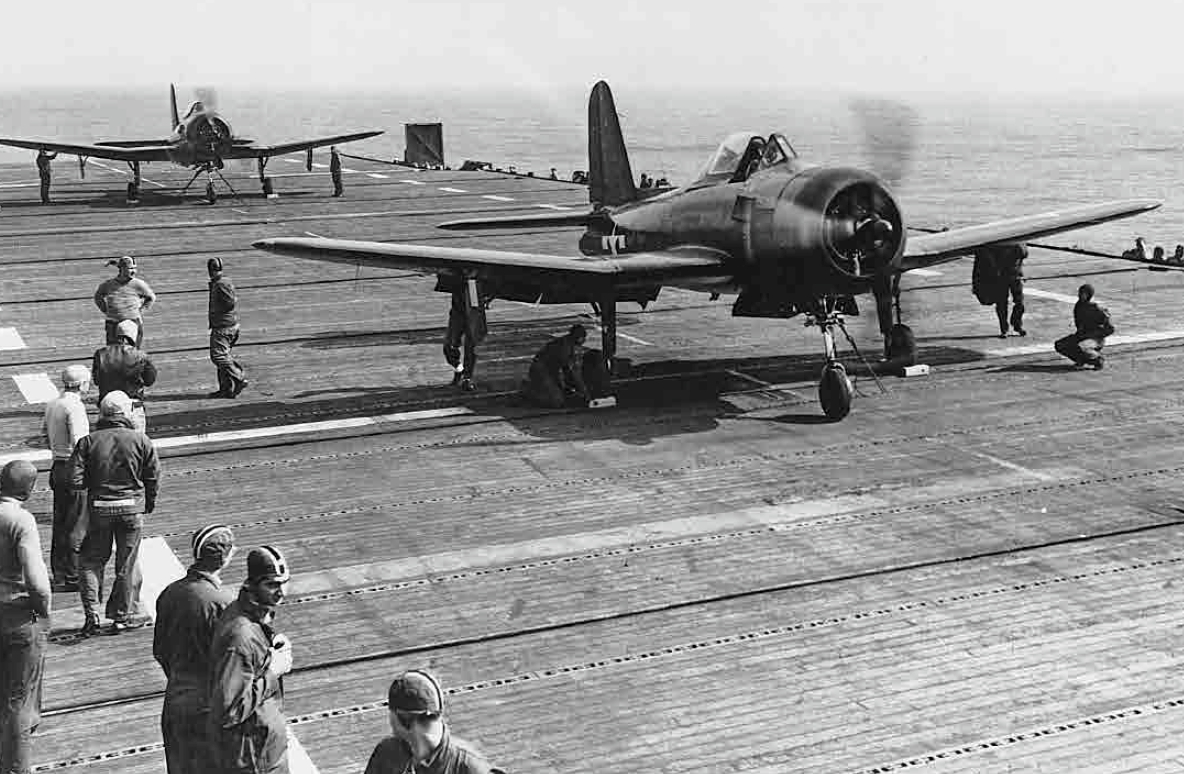
Due caccia a propulsione mista Ryan FR-1 Fireball, primo velivolo dotato di motore a reazione in dotazione all'US Navy, durante le prove a bordo della USS Ranger nel maggio 1945.

La Ranger ripartì da Pearl Harbor il 13 ottobre per addestrare i nuovi piloti US Navy al combattimento. Operando al largo di San Diego sotto il Commander, Fleet Air, Alameda, California, la Ranger continuò l'addestramento di gruppi aerei e squadroni di volo della marina lungo la costa della California per tutto il resto della guerra. La Ranger fu l'unica delle portaerei in dotazione alla US Navy operative prima dello scoppio della seconda guerra mondiale a non aver mai affrontato in battaglia la Marina imperiale giapponese.
Lasciata San Diego il 30 settembre 1945, la Ranger si diresse verso Balboa per imbarcare personale militare e civili con destinazione New Orleans, Louisiana, dove arrivò il 18 ottobre. Dopo aver partecipato alle celebrazioni del Navy Day salpò il 30 ottobre per partecipare a brevi operazioni presso Pensacola, in Florida. Dopo essere stata richiamata da Norfolk (il quartier generale della Flotta Atlantica) la Ranger entrò al Philadelphia Naval Shipyard il 19 novembre per una revisione, quindi rimase sulla costa orientale fino alla sua radiazione avvenuta presso il Norfolk Naval Shipyard il 18 ottobre 1946. Rimossa dal Naval Vessel Register il 29 ottobre, venne infine venduta come rottame al Sun Shipbuilding and Drydock Company, Chester, in Pennsylvania il 31 gennaio 1947.

## Onorificenze
La Ranger fu decorata con due Battle star.
| Azione No. | Operazione | Periodo dell'operazione | Periodo di partecipazione della CV-4               | Battle Star concesse | Note |
| ---------- | --- | ----------------------- | -------------------------------------------------- | -------------------- | --- |
| (1) (2)    | Occupazione del Nordafrica: approdi su Algeria e Marocco Occupazione del Nordafrica: azioni al largo di Casablanca | 8-11 nov 42 8 nov 42    | 8 novembre 1942 - 11 novembre 1942 8 novembre 1942 | 1                    | Una Battle star conferita per la partecipazione ad una o più azioni finalizzate all'occupazione del Nordafrica. La Ranger partecipò a due distinte azioni (Actions No. (1) and (2)) delle tre totali che hanno avuto luogo durante l'occupazione del Nordafrica facendogli ottenere una stella. L'occupazione del Nordafrica assunse il nome in codice Operazione Torch. |
| (3)        | raid sulla Norvegia                                                                                                | 2-6 ott 43              | 2 ottobre 1943 - 6 ottobre 1943                    | 1                    | L'operazione assunse il nome in codice Operazione Leader. |